# Movistar Team/Saison 2022
Diese Liste beschreibt die Mannschaft und die Siege des Radsportteams Movistar in der Saison 2022.

## Fahrer
| Teamkader 2022                            | Teamkader 2022     | Teamkader 2022     | Teamkader 2022                           |
| Name                                      | Geburtsdatum       | Land               | Vorheriges Team                          |
| ----------------------------------------- | ------------------ | ------------------ | ---------------------------------------- |
| Alex Aranburu                             | 19. September 1995 | Spanien            | Astana-Premier Tech (2021)               |
| Jorge Arcas                               | 8. Juli 1992       | Spanien            | Lizarte (2015)                           |
| Will Barta                                | 4. Januar 1996     | Vereinigte Staaten | EF Education-Nippo (2021)                |
| Iñigo Elosegui                            | 6. März 1998       | Spanien            | Lizarte (2019)                           |
| Imanol Erviti                             | 15. November 1983  | Spanien            |                                          |
| Iván García Cortina                       | 20. November 1995  | Spanien            | Bahrain McLaren (2020)                   |
| Abner González                            | 9. Oktober 2000    | Puerto Rico        | Inteja-Imca-Ridea DCT (2019)             |
| Juri Hollmann                             | 30. August 1999    | Deutschland        | Heizomat rad-net.de (2019)               |
| Gorka Izagirre                            | 7. Oktober 1987    | Spanien            | Astana-Premier Tech (2021)               |
| Johan Jacobs                              | 1. März 1997       | Schweiz            | Lotto-Soudal U23 (2019)                  |
| Matteo Jorgenson                          | 1. Juli 1999       | Vereinigte Staaten | Chambéry CF (2019)                       |
| Max Kanter                                | 22. Oktober 1997   | Deutschland        | Team DSM (2021)                          |
| Oier Lazkano                              | 7. November 1999   | Spanien            | Caja Rural-Seguros RGA (2021)            |
| Enric Mas                                 | 7. Januar 1995     | Spanien            | Deceuninck-Quick Step (2019)             |
| Lluís Mas                                 | 15. Oktober 1989   | Spanien            | Caja Rural-Seguros RGA (2018)            |
| Gregor Mühlberger                         | 4. April 1994      | Österreich         | Bora-Hansgrohe (2020)                    |
| Mathias Norsgaard                         | 5. Mai 1997        | Dänemark           | Riwal Readynez (2019)                    |
| Nélson Oliveira                           | 6. März 1989       | Portugal           | Lampre-Merida (2015)                     |
| Antonio Pedrero                           | 23. Oktober 1991   | Spanien            | Inteja-MMR Dominican cycling team (2015) |
| Vinicius Rangel                           | 26. Mai 2001       | Brasilien          | Telco.m-On Clima-Osés (2021)             |
| Óscar Rodríguez                           | 6. Mai 1995        | Spanien            | Astana-Premier Tech (2021)               |
| José Joaquín Rojas                        | 8. Juni 1985       | Spanien            | Astana (2006)                            |
| Einer Rubio                               | 22. Februar 1998   | Kolumbien          | Aran Vejus (2019)                        |
| Sergio Samitier                           | 31. August 1995    | Spanien            | Euskadi Basque Country-Murias (2019)     |
| Gonzalo Serrano                           | 17. August 1994    | Spanien            | Caja Rural-Seguros RGA (2020)            |
| Iván Sosa                                 | 31. Oktober 1997   | Kolumbien          | Ineos Grenadiers (2021)                  |
| Albert Torres                             | 26. April 1990     | Spanien            | Inteja-Dominican cycling team (2018)     |
| Alejandro Valverde                        | 25. April 1980     | Spanien            | Comunidad Valenciana-Kelme (2004)        |
| Carlos Verona                             | 4. November 1992   | Spanien            | Mitchelton-Scott (2018)                  |
|                                           |                    |                    |                                          |
| Quellen: ProCyclingStats Cycling Archives |                    |                    |                                          |

## Siege
| Siege    | Siege                                                 | Siege      | Siege  | Siege              | Siege |
| Datum    | Rennen                                                | Staat      | Klasse | Sieger             |       |
| -------- | ----------------------------------------------------- | ---------- | ------ | ------------------ | ----- |
| 29. Jan. | Trofeo Lloseta-Andratx                                | Spanien    | 1.1    | Alejandro Valverde |       |
| 26. Feb. | Radsportwettbewerb, 3. Etappe                         | Spanien    | 2.1    | Alejandro Valverde |       |
| 27. Feb. | Radsportwettbewerb, Gesamtwertung                     | Spanien    | 2.1    | Alejandro Valverde |       |
| 30. Apr. | Asturien-Rundfahrt, 2. Etappe                         | Spanien    | 2.1    | Iván Sosa          |       |
| 1. Mai   | Asturien-Rundfahrt, Gesamtwertung                     | Spanien    | 2.1    | Iván Sosa          |       |
| 11. Jun. | Critérium du Dauphiné, 7. Etappe                      | Frankreich | 2.UWT  | Carlos Verona      |       |
| 23. Jun. | Dänische Meisterschaften, Einzelzeitfahren der Männer | Dänemark   | CN     | Mathias Norsgaard  |       |
| 24. Jul. | Tour de Wallonie, 2. Etappe                           | Belgien    | 2.Pro  | Oier Lazkano       |       |
| 1. Okt.  | Giro dell’Emilia                                      | Italien    | 1.Pro  | Enric Mas          |       |